# Ljachovski-eilanden
De Ljachovski-eilanden (Russisch: Ляховские острова; Liakhovskije ostrova) zijn de zuidelijkste archipel van de Nieuw-Siberische Eilanden tussen de Laptevzee en de Oost-Siberische Zee in de Noordelijke IJszee. Ze worden gescheiden van het vasteland van Siberië door de 60 kilometer brede Straat van Dmitri Laptev en van de noordelijker gelegen Anzjoe-eilanden door de 50 kilometer brede Straat van Sannikov. De eilandengroep wordt gedomineerd door twee eilanden:
- Groot-Ljachovski (Большой Ляховский: Bolsjoj Ljachovski) met een oppervlakte van 4600 km² en een maximumhoogte van 270 meter (Emi Tas);
- Klein-Ljachovski (Малый Ляховский: Maly Ljachovski) met een oppervlakte van 1325 km²

De andere eilanden zijn Stolbovoj en Semjonovski.
De eilanden zijn vernoemd naar Ivan Ljachov, die ze in 1773 verkende.
Sannikovland (spookeiland)